# تيكانتبه (بوكان)
قرية تيكانتبه (بالكردية: تیکانتەپە) هي إحدى القرى التابعة لـفيض الله بغي في ريف قسم مركزي من مقاطعة بوكان، في محافظة أذربیجان الغربیة الإيرانية.

## السكان
حسب إحصاءات سنة 2006، بلغ إجمالي السكان في تيكانتبه 537 نسمة وعدد المساكن 116 مسكن. لغة سكان تيكانتبه هي اللغة الكردية و هم من أهل السنة والجماعة والمذهب الشافعي.